# Sister Rosetta Tharpe
Sister Rosetta Tharpe (Cotton Plant, Arkansas, 1915. március 20. – Philadelphia, Pennsylvania, 1973. október 9.) amerikai énekesnő, gitáros, dalszerző, színésznő. „A rock and roll dédanyja”.

## Pályafutása
Szülei még gyapotszedők voltak. Már hatéves korában egy vándor gospelkórusban énekelt, és gitározott hozzá. A harmincas években kezdett lemezeket készíteni, közben éjszakai lokálokban gospeleket énekelt. Hamar rátalált Les Paul találmányára, az elektromos gitárra, és egyikévé vált a korai rock and roll úttörő eladóknak. Little Richard, Chuck Berry, Jerry Lee Lewis, Johnny Cash, és Elvis Presley is elődjének tekintette.
Gitártechnikája mély hatást gyakorolt a blues fejlődésére az 1960-as években, így a játékát brit gitárosok, mint Eric Clapton, Jeff Beck és Keith Richards, majd Muddy Waters is élénken követték.
2007-ben bekerült a Blues Hall of Fame-be.

## Lemezei
- The Lonesome Road, Decca 224 (1941)
- Blessed Assurance (1951)
- Wedding Ceremony of Sister Rosetta Tharpe and Russell Morrison, Decca DA-903 (1951)
- Gospel Train (1956)
- Famous Negro Spirituals and Gospel Songs (1957)
- Sister Rosetta Tharpe, MGM E3821 (1959)
- Sister Rosetta Tharpe, Omega OSL31 (1960)
- Gospels in Rhythm (1960)
- Live in 1960 (1960)
- The Gospel Truth with the Sally Jenkins Singers (1961)
- Sister Rosetta Tharpe, Crown LP5236 (1961)
- Sister on Tour (1962)
- Live in Paris (1964)
- Live at the Hot Club de France (1966)
- Negro Gospel Sister Rosetta Tharpe and the Hot Gospel Tabernacle Choir and Players (1967)
- Precious Memories, Savoy 14214 (1968)
- Singing in My Soul, Savoy 14224 (1969)